# Dichaetomyia scutellaris
Dichaetomyia scutellaris är en tvåvingeart som beskrevs av Malloch 1928. Dichaetomyia scutellaris ingår i släktet Dichaetomyia och familjen husflugor. Inga underarter finns listade i Catalogue of Life.